# Ampelmännchen

As silhuetas Ampelmännchen alemãs-orientais.

Ampelmännchen (alemão: [ampl̩ˈmɛːnçn̩] (escutarⓘ); transliterado como pequenos homenzinhos do semáforo de pedestres, diminutivo de Ampelmann [ampl̩ˈman]) é o símbolo usado nos sinais utilizados nas travessias de pedestres na antiga República Democrática Alemã (RDA, mais conhecida como Alemanha Oriental), agora parte da Alemanha. Antes da reunificação alemã em 1990, os dois Estados alemães tinham desenhos diferentes para os Ampelmännchen, com uma figura humana genérica na Alemanha Ocidental e um geralmente uma figura masculina usando um chapéu na Alemanha Oriental.
Os Ampelmännchen são símbolos queridos da antiga RDA, "desfrutando o status privilegiado de ser uma das poucas coisas da Alemanha Oriental comunista a ter sobrevivido ao fim da Cortina de Ferro com sua popularidade intocada." Após a queda do Muro de Berlim, os Ampelmännchen ganharam valor cult e tornaram-se um popular souvenir turístico.

## Conceito edesign

A proposta de Karl Peglau para o desenho dos semáforos (à esquerda) comparado ao desenho contemporâneo (à direita).

Os primeiros semáforos em travessias de pedestres foram montados na década de 1950 e muitos países desenvolveram vários estilos, que mais tarde foram padronizados. Naquela época, os semáforos eram os mesmos para os automóveis, as bicicletas e os pedestres. Os Ampelmännchen de Berlim Oriental foram criados em 1961 pelo psicólogo de trânsito Karl Peglau (1927–2009) como parte de uma proposta para um novo layout nos semáforos. Peglau considerava que as cores-padrão dos semáforos (vermelho, amarelo, verde) não atendiam às necessidades dos usuários das vias que tivessem algum tipo de discromatopsia (10 por cento da população total); e que as luzes em si mesmas eram pequenas e fracas demais ao terem que competir com os luminosos publicitários e a luz do sol. Peglau propôs a manutenção das três cores mas introduzindo formatos intuitivos para cada luz colorida. Esta ideia recebeu muito apoio de vários lados, mas os planos de Peglau foram comprometidos pelos altos custos da substituição da infraestrutura semafórica existente.
Diferentemente do tráfego motorizado, a circulação de pedestres não possui limites para idade ou saúde (física ou mental) e assim devem atender também às crianças, aos idosos e aos portadores de deficiências. Peglau recorreu ao esquema realista-concreto de um homenzinho compreensível a todos e que remete a formatos arquetípicos. Os braços grossos e esticados do homenzinho colocado de frente estão associados à função bloqueadora de uma barricada para sinalizar "pare", enquanto o homenzinho visto de lado com suas pernas em passos largos associa-se a uma seta dinâmica, sinalizando a permissão "siga em frente". A luz amarela foi descartada em função da geralmente pouco apressada circulação dos pedestres.
A secretária de Peglau, Anneliese Wegner, desenhou os Ampelmännchen a partir das sugestões dele. O conceito inicial previa que os Ampelmännchen teriam dedos, mas essa ideia foi posta de lado em função de razões técnicas oriundas da iluminação. Entretanto, a postura "animada" e cheia de vida do homenzinho e o chapéu potencialmente pequeno-burguês – inspirados numa foto do governante Erich Honecker num chapéu de palha – foi mantida, para a surpresa de Peglau. Os protótipos dos Ampelmännchen foram feitos na Volkseigener Betrieb-Leuchtenbau Berlin. Quatro décadas depois, Daniel Meuren, da revista semanal alemã Der Spiegel, descreveu os  Ampelmännchen como a união da "beleza com a eficiência, do charme com a utilidade [e] da sociabilidade com o cumprimento de deveres". A outras pessoas, os Ampelmännchen lembravam figuras infantis com cabeças grandes e pernas curtas ou líderes religiosos.
Os Ampelmännchen foi introduzido oficialmente em 13 de outubro de 1961 em Berlim Oriental: na época, a atenção da mídia e do público estava voltada para a sinalização semafórica como um todo e não nos símbolos. Os primeiros Ampelmännchen foram produzidos como figuras decalcadas de baixo custo. A partir de 1973, os focos de pedestres com os Ampelmännchen foram produzidos pela VEB Signaltechnik Wildenfels e por artesãos.
Os Ampelmännchen mostraram-se tão populares que os pais e os professores fizeram com que estes se tornassem símbolos da educação de trânsito para as crianças no início da década de 1980. O ministério alemão-oriental do Interior teve a ideia de dar vida às duas figuras dos sinais de trânsito e torná-las orientadoras. Die Ampelmännchen foram introduzidos com grande publicidade, aparecendo em histórias em quadrinhos e também em situações sem sinalização semafórica. O Ampelmännchen vermelho aparecia em momentos perigosos, enquanto o Ampelmännchen verde orientava. Junto com a editora Junge Welt], jogos com os Ampelmännchen foram desenvolvidos. Histórias com os Ampelmännchen foram desenvolvidas para transmissões radiofônicas. Histórias com Ampelmännchen parcialmente animados, intituladas Stiefelchen und Kompaßkalle, eram transmitidas mensalmente como parte do programa infantil Sandmännchen, que tinha uma das maiores audiências na Alemanha Oriental. As histórias de animação com os Ampelmännchen levantaram interesse internacional e o festival tchecoslovaco para filmes educativos de trânsito deu a Stiefelchen und Kompaßkalle o "Prêmio Especial do Júri" e o "Prêmio Principal pelas realizações completas" em 1984.

## História após a reunificação

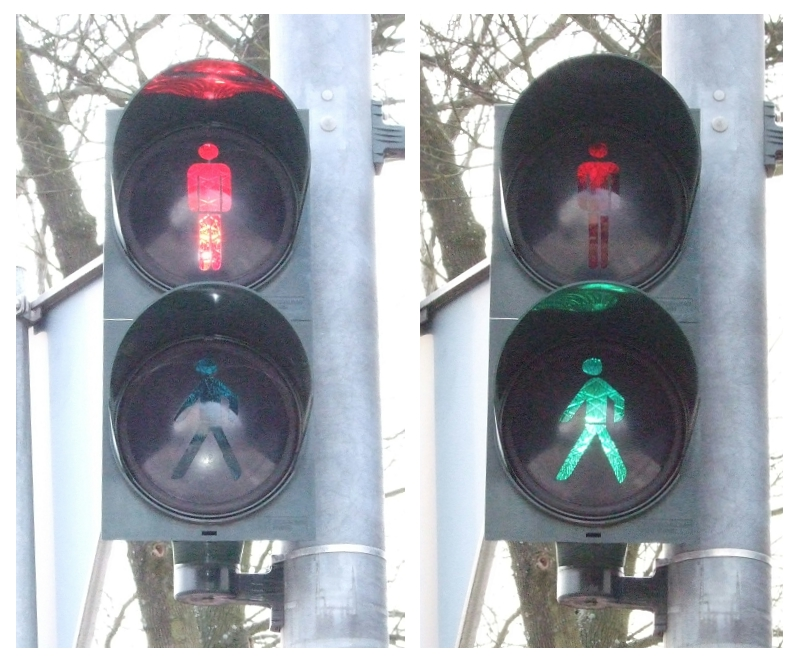
Ampelmännchen pan-germânicos em Chemnitz.

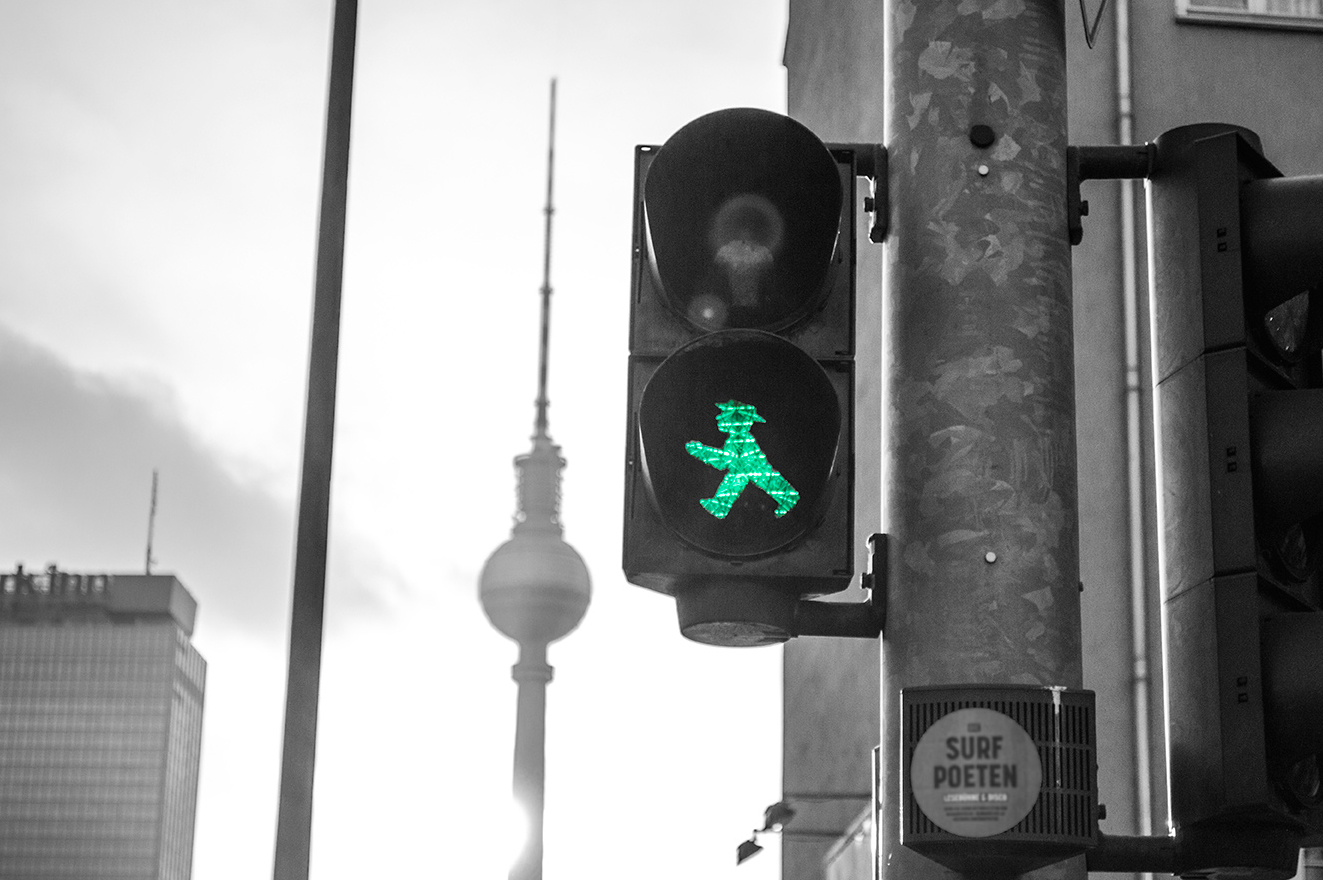
Ampelmännchen em Berlim.

Após a reunificação alemã em 1990, houve tentativas de padronizar todos os sinais de trânsito conforme os modelos alemães-ocidentais. A sinalização horizontal, vertical e semafórica da Alemanha Oriental foi retirada ou substituída em função das formas e fontes diferentes. Os programas alemães-orientais de educação para o trânsito foram encerrados. Isto levou a movimentações e manifestações para salvar os Ampelmännchen como parte da cultura alemã-oriental. As primeiras campanhas de solidariedade para a permanência dos Ampelmännchen começaram em Berlim no início de 1995.
Markus Heckhausen, um designer gráfico da cidade alemã-ocidental de Tübingen e fundador da Ampelmann GmbH em Berlim, notou os Ampelmännchen durante suas visitar a Berlim Oriental na década de 1980. Enquanto procurava por novas possibilidades de design em 1995, ele teve a ideia de coletar Ampelmännchen desmontados e a partir deles construir luminárias. Mas encontrou dificuldades em encontrar Ampelmännchen antigos e veio a contactar a antiga VEB Signaltechnik (atual Signaltechnik Roßberg GmbH) por sobras. A companhia ainda produzia Ampelmännchen e gostou das ideias de marketing de Heckhausen. O público aprovou os seis primeiros modelos de luminárias de Heckhausen. A mídia local e a imprensa sensacionalista publicaram artigos de página inteira, seguidos por artigos em jornais de circulação nacional e revistas de design.
O criador Karl Peglau explicou a reação pública em 1997:
| “ | É presumivelmente a sua [dos Ampelmännchen] especial, quase indescritível aura de conforto e calor humanos, quando os humanos são confortavelmente tocados por esta símbolo de trânsito e nele encontram um pedaço de identificação histórica honesta, dando aos Ampelmännchen o direito de representar um aspecto positivo de uma ordem social falida." | ” |

Os Ampelmännchen tornaram-se um mascote virtual do movimento de nostalgia dos alemães-orientais, conhecido como Ostalgie. Os protestos foram bem-sucedidos e os Ampelmännchen retornaram às travessias de pedestres, inclusive nos distritos ocidentais de Berlim, em 2005. Algumas cidades alemãs ocidentais, tais como Saarbrücken e Heidelberg, também adotaram esse padrão em alguns cruzamentos. Peter Becker, servidor de Saarbrücken, explicou que as luzes dos Ampelmännchen possuem maior força que os sinais alemães-ocidentais, e que "na nossa experiência as pessoas reagem melhor aos Ampelmännchen alemães-orientais que à sinalização alemã-ocidental." Em Heidelberg, entretanto, um departamento governamental solicitou à cidade que interrompesse a instalação de mais Ampelmännchen, citando a padronização no regulamento de trânsito.

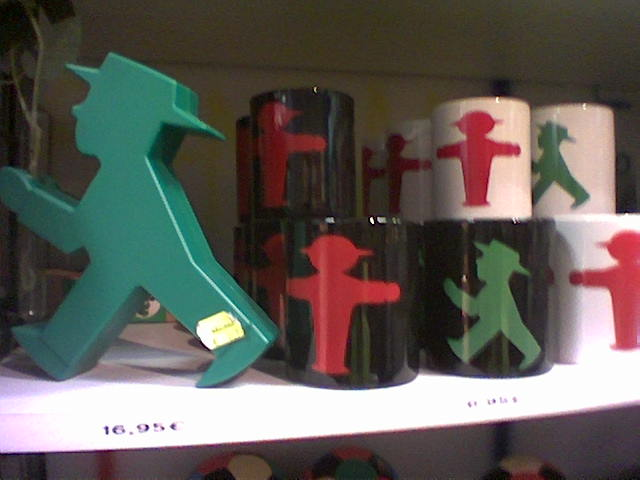
Souvenirs turísticos mostrando os sinais de trânsito alemães-orientais.

Heckhausen continuou a incorporar o design dos Ampelmännchen a produtos e tinha um conjunto de mais de 40 produtos de souvenir com as figuras em 2004, ganhando reportadamente dois milhões de euros anuais. Nesse meio tempo, Joachim Roßberg declarou fazer 50 mil euros de merchandise por ano. Heckhausen fez uma apelação a um tribunal em Leipzig em 2005 pelos direitos de marketing, processando Roßberg por não conseguir fazer uso completo dos direitos de comercialização por ele detidos; a lei alemã diz que se nenhum uso dos direitos de comercialização for feito por cinco anos, esses direitos podem ser cancelados. O tribunal julgou em 2006 que o direito de uso dos Ampelmännchen como marca por Roßberg havia sido extinto há muito e caído em domínio público. Roßberg só manteve o direito de usar o símbolo para vender destilados e não poderia mais usar as imagens em cervejas e camisetas. O caso foi visto mais tarde por alguns como parte de uma disputa cultural e política entre os residentes das duas partes do país reunificado, na qual o Leste desfavorecido geralmente perde.
No início de 2006, Berlim começou a modernizar seus sinais de trânsito, substituindo as lâmpadas pela tecnologia LED, com o intuito de obter melhor visibilidade e menores custos de manutenção..

## Variações
Há três variações dos Ampelmännchen na atual Alemanha – a versão antiga alemã-oriental, a versão antiga alemã-ocidental, e uma versão pan-germânica introduzida em 1992. Cada estado alemã detém os direitos da versão que utiliza. Os alemães-orientais mudaram a aparência dos Ampelmännchen como brincadeira desde a década de 1990, mais isto se tornou um meio de chamar a atenção para o processo de extinção dos Ampelmännchen. Os Ampelmännchen de vários cruzamentos de Erfurt foram modificados através de manipulação da base, mostrando Ampelmännchen carregando mochilas ou câmera. Em 2004, Joachim Roßberg inventou a contraparte feminina aos Ampelmännchen, a Ampelfrau, que foi instalada em alguns cruzamentos em Zwickau, Dresden e Fürstenwalde.

### Versões inclusivas
Em 11 de maio de 2015, antes do Life Ball e do Festival Eurovisão em Viena, a cidade mudou a sinalização de alguns cruzamentos para os "Ampelpärchen", com o design de casais homo e heterossexuais, abraçando-se ou dando as mãos. Em junho de 2015, Salzburgo (na Staatsbrücke) e Linz (na Mozartkreuzung) fizeram o mesmo. Entretanto, em dezembro de 2015, um oficial do ministério dos Transportes, do Partido da Liberdade da Áustria (FPÖ) ordenou a retirada desses modelos, declarando-os desnecessários.

## Galeria de imagens

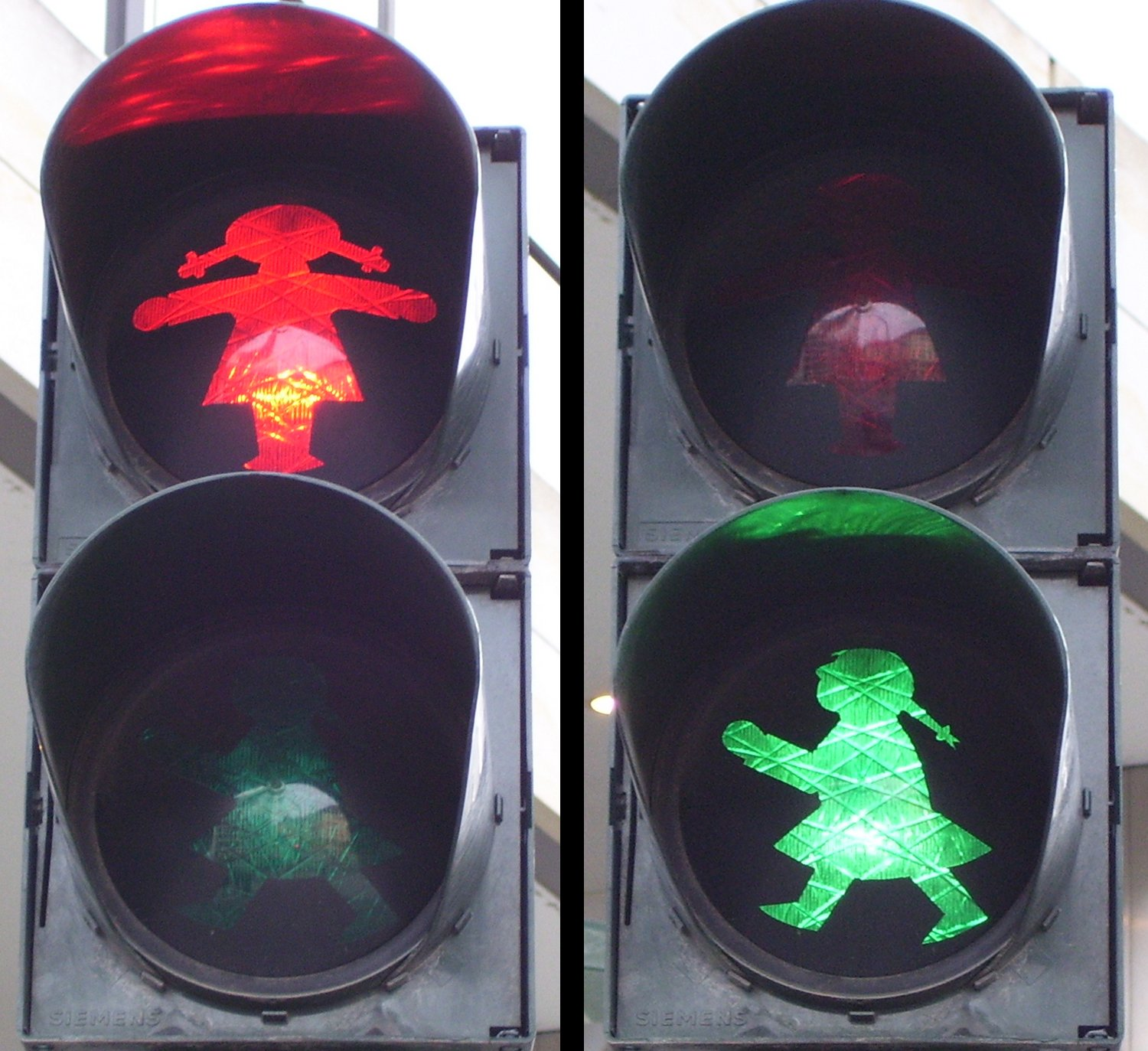
A Ampelfrau - versão feminina
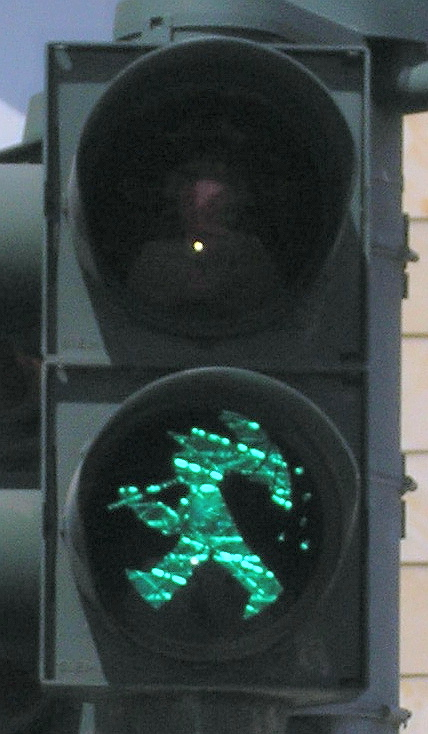
Ampelmännchen com guarda-chuva
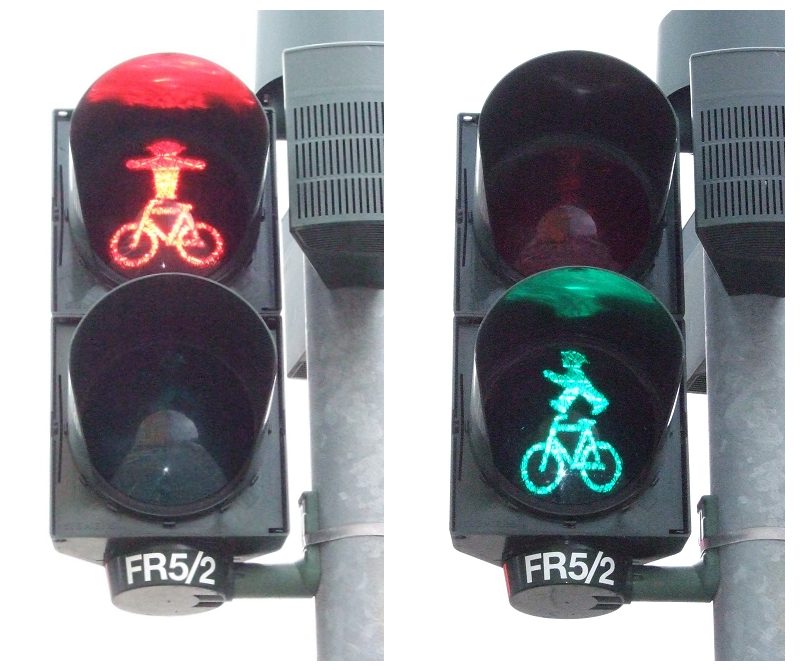
Ampelmännchen de bicicleta
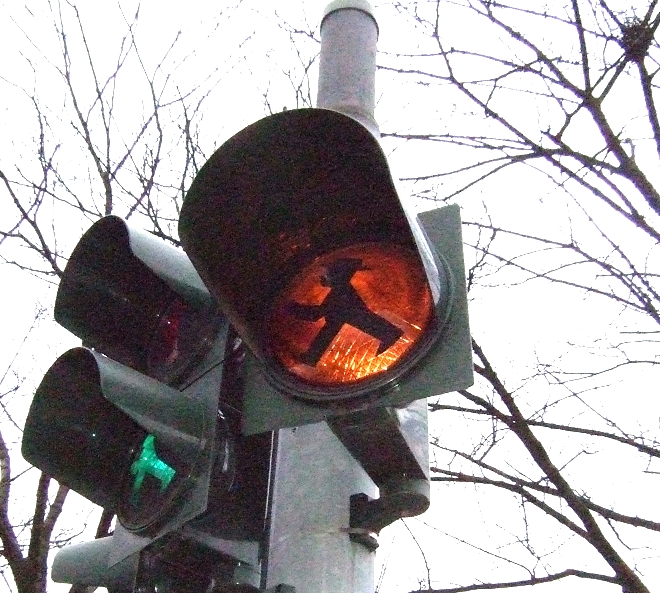
Ampelmännchen como luz de aviso